# Келвін Кляйн
Келвін Річард Кляйн (англ. Calvin Richard Klein; нар. 19 листопада 1942, Бронкс, Нью-Йорк, США) — американський дизайнер одягу українсько-єврейського походження, 1968 року заснував власну компанію Calvin Klein Inc. і володів нею до 2003 року.

## Життєпис
Народився 19 листопада 1942 року в Бронксі, окрузі Нью-Йорка, в єврейській родині. Батько був підприємцем середньої руки, що іммігрував до Нью-Йорка з України, Чернівецької області. Матір народилася в США в сім'ї мігрантів з Галичини й Буковини.
У 18 років закінчив нью-йоркську Вищу школу мистецтв та дизайну, потім два роки навчався в Технологічному інституті моди. У 1962—1968 роках працював у різних будинках моди Нью-Йорка, час від часу підробляв вуличним художником. 1968 року разом з другом дитинства Баррі Шварцем заснував у Нью-Йорку фірму Calvin Klein, Ltd, яка спочатку займалася чоловічим верхнім одягом, а потім перейшла на дизайн одягу й для жінок.
Доволі скоро до модельєра прийшов успіх. Три роки поспіль (з 1973 по 1975) його колекції завойовували «премію Коті».
1978 року Кляйн перший у світі моди почав представляти на подіумах і продавати «дизайнерські джинси». Лейбл Calvin Klein на задній кишені дорогих джинсів став однією з перших ластівок того, що пізніше назвали «логоманією».
Рекламні кампанії Кельвіна Кляйна нерідко оберталися скандалом. Один з них пов'язаний з провокаційним рекламним плакатом «Таємна вечеря від Кляйна», який нагадував знамениту фреску Леонардо да Вінчі, з напівоголеними моделями обох статей у джинсах замість апостолів. Згодом, за судовими позовами церкви, Кляйн виплатив компенсацію в розмірі мільйона доларів.
1992 року випустив рекламний плакат з напівроздягненими юною моделлю Кейт Мосс і репером Маркі Марком. Нова модель одягу підходила для обох статей, тому Кляйна вважають родоначальником стилю «унісекс». Наступний скандал спалахнув 1999 року, коли дизайнер почав випуск нової серії спідньої білизни для дітей і підлітків, рекламні плакати якої багато хто визнав надмірно відвертими.
2003 року продав свою фірму виробнику сорочок Phillips-Van Heusen Corporation (PVH Corp). Сума угоди становила 430 млн доларів.

### Особисте життя
У 1964 році одружився вперше з Джейн Сентер, у них народилася дочка Марсі. 1974 року подружжя розлучилося. Чотири роки по тому Марсі викрали з метою отримання викупу в розмірі 100 тисяч доларів. Її тримали в заручниках 9 годин, доки викуп не був заплачений, але викрадачі були схоплені. Пізніше Марсі стала однією з продюсерок шоу «Суботнього вечора в прямому ефірі».
1986 року одружився зі своєю асистенткою, випускницею Нью-Йоркського інституту моди Келлі Ректор, яка в той час працювала в його компанії. 2006 року шлюб теж розпався.
На початку 2010-х років Клейн зустрічався з геєм, колишньою порнозіркою Ніколасом Грубером, який на 47 років молодший за нього.

### Будинки
Протягом багатьох років Клейн володів будинком у Файр-Айленд-Пайнс, Нью-Йорк на Файр-Айленд. Він там приймав таких друзів, як художник Енді Воргол, власник Studio 54 Стів Рубелл, модельєр Честер Вайнберг та медіамагнат Девід Геффен. Хоча він продав цю нерухомість у 1995 році, вона все ще відома як "Будинок Кельвіна Клейна".
У 2003 році Клейн придбав маєток на березі океану в Саутгемптон, Нью-Йорк, на Лонг-Айленд, і зніс його, щоб побудувати скляно-бетонний особняк вартістю 75 мільйонів доларів. У 2015 році він виставив на продаж свій особняк у Маямі-Біч, Флорида за 16 мільйонів доларів. Будинок у Флориді був проданий за 12 850 000 доларів у лютому 2017 року. У червні 2015 року Клейн придбав особняк у Лос-Анджелес, Каліфорнія, за 25 мільйонів доларів.

## Визнання
У 1983 році його було включено до Міжнародного списку найкраще одягнених.
Також у 1981, 1983 та 1993 роках він отримав нагороду від CFDA.
У 1991 році він отримав нагороду «Золота тарілка» Американської академії досягнень.

## У масовій культурі
Кляйн з'явився у епізодичній ролі в 15-му епізоді 3-го сезону («Бульбашка») телесеріалу «30 Rock». Вигадана версія його також з'являється в 12-му епізоді 4-го сезону («The Pick») телесеріалу «Сайнфелд».
Ім'я Кельвіна Кляйна було використано Марті Макфлаєм у фільмі 1985 року «Назад у майбутнє», після того, як жінка побачила його спідню білизну.